# Susanna Saapunki
Susanna Saapunki (* 14. Oktober 1992 in Kuusamo) ist eine ehemalige finnische Skilangläuferin.

## Werdegang
Saapunki erreichte im Scandinavian Cup erstmals im Dezember 2011 in Vuokatti mit Rang fünf über 10 km Freistil eine Top-10-Platzierung. Im Februar 2014 wurde sie in Meråker Neunte in derselben Disziplin und gab im März 2014 über 10 km Freistil ihr Debüt im Skilanglauf-Weltcup, das sie auf Platz 60 beendete. Bei ihrem nächsten Weltcupeinsatz im November 2014 in Ruka belegte Saapunki Platz 54 im Sprint und Rang 59 über 10 km klassisch. Im Dezember 2014 gelang ihr mit Rang drei über 10 km Freistil in Lillehammer ihr erster Podestplatz im Scandinavian Cup; zudem erreichte sie dort Rang neun im 20-km-Massenstartrennen in der klassischen Technik. Bei der Tour de Ski 2016, die sie auf den 36. Platz beendete, holte sie mit dem 27. Platz bei der Bergverfolgung im Val di Fiemme ihre ersten Weltcuppunkte. Bei den Nordischen Skiweltmeisterschaften 2017 in Lahti belegte sie den 34. Platz im Sprint. Ihre beste Platzierung im Weltcupeinzel erreichte sie zu Beginn der Saison 2018/19 mit dem 20. Platz bei der Minitour in Lillehammer. Letztmals im Weltcup startete sie im November 2020 in Ruka, wobei sie den 51. Platz über 10 km klassisch errang.

## Siege bei Continental-Cup-Rennen
| Nr. | Datum            | Ort       | Disziplin                   | Serie            |
| --- | ---------------- | --------- | --------------------------- | ---------------- |
| 1.  | 25. Februar 2018 | Trondheim | 10 km Freistil Verfolgung 1 | Scandinavian Cup |